# Симанович Анастасія Дмитрівна
Анастасія Дмитрівна Симанович (нар. 23 січня 1995, Кіриші, Ленінградська область, Росія) — російська ватерполістка, центральний нападник ватерпольного клубу «КИНЕФ-Сургутнефтегаз» і збірної Росії. Заслужений майстер спорту

## Кар'єра
У складі молодіжної збірної завойовувала золото першості Європи (2012) і дві бронзи першостей світу (2013, 2015).
Учасниця чемпіонату світу 2015 року і чемпіонату Європи 2016 року.

## Освіта
Студентка філії Санкт-Петербурзького університету управління та економіки.

## Нагороди
- Медаль ордена «За заслуги перед Вітчизною» II ступеня (25 серпня 2016 року) — за високі спортивні досягнення на Іграх XXXІ Олімпіади 2016 року в місті Ріо-де-Жанейро (Бразилія), проявлену волю до перемоги[4].